# Ознака Раабе
Ознака Раабе (ознака Раабе — Дюамеля) — ознака збіжності числових рядів з додатніми членами. Встановлена Йозефом Людвігом Раабе і незалежно від нього — Жан-Марі Дюамелем.

## Формулювання
| Ряд {\displaystyle \sum _{n=1}^{\infty }a_{n}} збіжний, якщо при достатньо великих {\displaystyle n} виконується нерівність {\displaystyle R_{n}=n\left({\frac {a_{n}}{a_{n+1}}}-1\right)\geqslant r,} де {\displaystyle r>1}. Якщо {\displaystyle R_{n}<1}, починаючи з деякого {\displaystyle n}, то ряд {\displaystyle a_{n}} розбіжний. |

## Формулювання у граничній формі
| Якщо існує границя: {\displaystyle R=\lim _{n\to \infty }R_{n}} то при {\displaystyle R>1} ряд збіжний, а при {\displaystyle R<1} — розбіжний. |

Зауваження. Якщо {\displaystyle R=1}, то ознака Раабе не дає відповіді на питання про збіжність ряду.